# Liste der denkmalgeschützten Objekte in Hofamt Priel
Die Liste der denkmalgeschützten Objekte in Hofamt Priel enthält die denkmalgeschützten, unbeweglichen Objekte der Gemeinde Hofamt Priel.

## Denkmäler
| Foto |                 | Denkmal                                                                            | Standort                            | Beschreibung | Metadaten |
| ---- | --------------- | ---------------------------------------------------------------------------------- | ----------------------------------- | --- | --- |
| ja   | Datei hochladen | Schloss Rottenhof und Wirtschaftsgebäude HERIS-ID: 68218 Objekt-ID: 81221seit 2020 | Rottenhof 15 Standort KG: Rottenhof | Das Schlösschen besteht aus einem dreigeschoßigen Wohntrakt über hakenförmigen Grundriss mit mächtigem Walmdach und einem langgestreckten zweigeschoßigen Wirtschaftsgebäude. Ab dem 18. Jahrhundert wurde die Anlage mehrmals abgeändert. Vor 1800 kam sie in den Besitz der Familie Habsburg-Lothringen, die ihn bis 1992 innehatte. | BDA-Hist.: Q105648922 Status: Bescheid Stand der BDA-Liste: 2025-06-30 Name: Schloss Rottenhof und Wirtschaftsgebäude GstNr.: 48, 51 Rottenhof castle (Hofamt Priel) |
| ja   | Datei hochladen | Aufnahmsgebäude Weins-Isperdorf HERIS-ID: 50801 Objekt-ID: 56177                   | Bahnhofplatz 1 Standort KG: Weins   | Das Aufnahmsgebäude des Bahnhofs Weins-Isperdorf aus der Bauzeit der Donauuferbahn wurde um 1910 eingeschoßig über einem T-förmigen Grundriss errichtet. Es verfügt über einen Rustikasockel, ein Schopfwalmdach und eine salettlartige Überbauung des Bahnsteigs.                                                                     | BDA-Hist.: Q38042241 Status: Bescheid Stand der BDA-Liste: 2025-06-30 Name: Aufnahmsgebäude Weins-Isperdorf GstNr.: .68 Bahnhof Weins-Isperdorf                      |